# Стрела (8-й сезон)
Восьмой сезон американского драматического телесериала «Стрела», основанного на комиксах издательства DC Comics о приключениях супергероя Зелёной Стрелы, борца с преступностью, созданного Мортом Вайсингером и Джорджем Паппом, транслировался на канале The CW с 15 октября 2019 года по 28 января 2020 года, всего вышло 10 эпизодов + документальный спецвыпуск

## В ролях

### Основной состав
- Стивен Амелл в роли Оливера Куина / Стрелы
- Дэвид Рэмси в роли Джона Диггла
- Рик Гонсалес в роли Рене Рамиреса / Дикого пса
- Джулиана Харкави в роли Дайны Дрейк / Чёрной канарейки
- Кэтрин Макнамара в роли Мии Смоук / Зелёной стрелы
- Бен Льюис в роли Уильяма Клейтона
- Джозеф Дэвид-Джонс в роли взрослого Коннора Хоука
- Ламоника Гарретт в роли Мар Нову / Монитора
- Кэти Кэссиди в роли Лорел Лэнс / Чёрной канарейки

### Повторяющиеся персонажи
- Одри Мари Андерсон в роли Лайлы Майклс / Прорицательницы[англ.]
- Уилла Холланд в роли Теи Куин
- Пол Блэкторн в роли Квентина Лэнса

### Гости
- Колин Доннел в роли Томми Мерлина
- Катрина Ло в роли Ниссы аль Гул[англ.]
- Кейти Лотц в роли Сары Лэнс / Белой Канарейки
- Келли Ху в роли Чин На Вей / Чайны Уайт[англ.]

## Эпизоды
| № общий | № в сезоне | Название                                                                               | Режиссёр        | Автор сценария                                                   | Дата премьеры   | Произв. код | Зрители в США (млн) |
| --- | ---------- | -------------------------------------------------------------------------------------- | --------------- | ---------------------------------------------------------------- | --------------- | ----------- | ------------------- |
| 161 | 1          | «Starling City» «Старлинг-Сити»                                                        | Джеймс Бэмфорд  | Бет Шварц и Марк Гуггенхайм                                      | 15 октября 2019 | T27.13951   | 10,84               |
| Оливер при помощи Монитора переносится на Землю-2, где с момента крушения "Гамбита Квинов" прошло 12 лет, а местный Оливер никогда не возвращался с Лиань Ю. Он подстраивает своё воскрешение из мёртвых, приезжает в Старлинг-Сити и встречается с Мойрой Квин с Земли-2, которая замужем за Малкольмом Мерлином. Украв пропуск матери, Оливер прокрадывается в лабораторию компании "Квин-Мерлин Консолидейтид", но там сталкивается с Чёрной Канарейкой (бывшей Чёрной Сиреной) и Зелёной Стрелой (которым на Земле-2 является Эдриан Чейз). По заданию Мар-Нову Оливер должен похитить образец карликовой звезды, но его опережает и убивает учёных таинственный Тёмный Лучник. Оливер подозревает, что это Малкольм, но на Земле-2 всё по-другому: Тёмным Лучником является Томми Мерлин, Дайна Дрейк и Рене Рамирес работают на него. Диггл прилетает на Землю-2 вслед за Оливером. Томми собирается уничтожить Глейдс при помощи карликовой звезды, чтобы отомстить за Тею, погибшую от передозировки наркотиков. Две Зелёные Стрелы, Спартанец и Чёрная Канарейка объединяются и останавливают Томми, предотвращая взрыв Глейдс. Оливер получает сплав карликовой звезды и собирается вернуться на Землю-1. В последний момент перед его уходом на Землю-2 кто-то нападает и аннигилирует её и всех её жителей. Оливер, Диггл и Лорел успевают уйти через портал на Землю-1. Во флэшфорвардах на Земле-1 Уильям, Мия, Зои и Коннор присутствуют на званом приёме, который подвергается нападению банды Дэтстроука. Новой команде удаётся освободить заложника, но Дэтстроук (Джон Диггл-младший) убегает с полученными кодами доступа. |            |                                                                                        |                 |                                                                  |                 |             |                     |
| 162 | 2          | «Welcome to Hong Kong» «Добро пожаловать в Гонконг»                                    | Антонио Негрет  | Джилл Бланкеншип и Сара Таркофф                                  | 22 октября 2019 | T27.13952   | 8,76                |
| Оливер попадает в Гонконг на Земле-1 и получает новое задание от Монитора - найти доктора Роберта Вонга. Диггл помогает ему в выполнении задания, но Лорел винит Оливера в уничтожении её родной Земли-2 и отказывается помогать. Во время драки с бандой Оливеру и Дигглу на помощь приходит Татсу Ямаширо (Катана). Объединившись, они выясняют, что доктор Вонг оказался в руках китайской тайной полиции. Линчеватели пытаются вызволить Вонга, но их опережает триада, которую возглавляет Чайна Уайт. Оказывается, что доктор воссоздал смертельный вирус «Альфа и Омега». Тем временем Лорел и Лайла обращаются к учёному и убеждаются, что Земля-2 была полностью уничтожена. Оливер договаривается с триадой об обмене Вонга на вирус, и во время обмена линчеватели (вместе с присоединившимися Лорел и Лайлой) нападают на бандитов. Им удаётся заполучить и вирус, и доктора Вонга. Чайна Уайт почти убивает Катану, но в последний момент её спасает Лорел. Оливер решает отправиться в Нанда Парбат. Становится известно, что Лайла тайно сотрудничает с Монитором. Во флэшфорвардах Зои, Коннор и Мия приходят на переговоры с Дэтстроуком. Тот обвиняет брата в том, что из-за него он стал преступником. Коннор предлагает брату присоединиться к линчевателям, но тот отклоняет предложение. Оказывается, что переговоры были лишь уловкой, а в это время люди Дэтстроука напали на Уильяма. |            |                                                                                        |                 |                                                                  |                 |             |                     |
| 163 | 3          | «Leap of Faith» «Прыжок веры»                                                          | Кэти Кэссиди    | Эмилио Ортега Олдрич и Элизабет Ким                              | 29 октября 2019 | T27.13953   | 11,76               |
| Прибыв в Нанда Парбат, Оливер встречается с Теей. Объединившись с Талией Аль Гул, они отправляются в катакомбы под разрушенной крепостью Лиги убийц, где содержатся все знания Лиги, в том числе информация про Мар-Нову. Там они подвергаются нападению Гильдии Танатоса и её главы Афины. Когда Оливер и Талия находят ключ к склепу, то она предаёт и усыпляет его, но вскоре сама оказывается схвачена людьми Афины. В катакомбах члены Гильдии Танатоса пускают безоружных Оливера, Тею и Талию впереди, чтобы обезвреживать ловушки. В результате прохождения лабиринта Афина попадает в ловушку и оказывается под завалом, а Тея побеждает Талию в поединке. В записях Лиги Оливер находит упоминание, что если нарушить равновесие между добром и злом, то Мар-Нову устроит конец времён. Тея и Талия решают объединиться и вместе управлять Лигой убийц. Тем временем Диггл и Лайла узнают, что преступники держат в заложниках жену и сына Бена Тёрнера, который является агентом А.Р.Г.У.С под прикрытием, и спасают их. Во флэшфорвардах Уильяму удаётся отразить нападение на бункер команды Стрелы, но люди Дэтстроука убивают по всему городу десятки других членов движения за воссоединение Стар-Сити и Глейдс. Команда вступает в схватку с бандитами. Дэтстроуку удаётся убить Зои. Разъярённый Коннор побеждает брата и собирается убить его, но в этот момент вспыхивает яркая вспышка, и Мия, Уильям и Коннор переносятся в 2019 год в бункер команды Стрелы, где также оказываются Оливер, Дайна, Рене и Диггл. |            |                                                                                        |                 |                                                                  |                 |             |                     |
| 164 | 4          | «Present Tense» «Настоящее время»                                                      | Кристин Уинделл | Оскар Бальдеррама и Джин Вонг                                    | 5 ноября 2019   | T27.13954   | 10,62               |
| Мия, Уильям и Коннор, попавшие в прошлое, расходятся во мнениях, стоит ли рассказывать родителям о событиях будущего - Уильям много спойлерит, но Мия и Коннор выступают против этого. В Стар-Сити происходит несколько нападений на богачей, команда Стрелы из будущего подозревает, что одновременно с ними в прошлое перенёсся и Дэтстроук. Они приходят на базу банды Дэтстроука, но оказывается, что Джона Диггла-младшего там нет, а банду возглавляет Грант Уилсон. После этого линчеватели, прибывшие из будущего, всё-таки рассказывают команде Стрелы настоящего времени правду о Стар-сити 2040 года. Рене и Джон подавлены, услышав новости о будущем, но Дайна говорит им, что будущее можно изменить. Объединённая команда Стрелы вступает в бой с бандой Дэтстроука, чтобы помешать тем захватить город, повторив атаку Слэйда Уилсона пятилетней давности. Мия побеждает Дэтстроука, но Оливер убеждает её не убивать его. Дайна и Лорел решают создать сеть линчевательниц-канареек уже сейчас. Рене начинает свою предвыборную кампанию на выборы мэра. Тем временем Кёртис по просьбе Оливера исследует образец ткани с Земли-2 и узнаёт, что для воссоздания устройства, уничтожившего Землю-2, нужен плутоний, который можно достать в России. Монитор приходит к Лорел и предлагает ей восстановить Землю-2 в обмен на то, что она предаст Оливера Квина. |            |                                                                                        |                 |                                                                  |                 |             |                     |
| 165 | 5          | «Prochnost» «Прочность»                                                                | Лора Белси      | Бенджамин Рааб и Дерик Хьюз                                      | 19 ноября 2019  | T27.13955   | 10,74               |
| Оливер, Мия, Уильям и Лорел отправляются в Россию, чтобы достать планы устройства, уничтожившего Землю-2. Перед отъездом Лайла передаёт Лорел приказ Монитора достать планы устройства раньше Оливера. В России они приходят к Анатолию Князеву, который теперь владеет баром. От Анатолия они узнают, что генерал Буров, у которого есть планы устройства, владеет бойцовским клубом "Кровавая баня". Мия хочет пойти туда, но Оливер против. Буров предлагает сделку: он отдаст планы устройства Оливеру, если тот победит его лучшего бойца. Квин побеждает, но пришедшая Братва ловит Мию и убивает генерала. Братва угрожает убить Мию, и Оливер рассказывает им, что содержат полученные планы. Оливеру и Мие удаётся освободиться. После этого Квин решает отправить своих детей обратно домой, чтобы более не рисковать их жизнями в борьбе с Братвой. Поговорив с Анатолием, Оливер меняет решение и говорит детям остаться. Оливер и Мия идут в бойцовский клуб и дерутся на ринге вдвоём против шестерых бойцов. Они побеждают, а во время боя Лорел и Анатолий воруют планы устройства. Тем временем Диггл находит Роя Харпера и убеждает его присоединиться к команде в одной операции. Спартанец и Арсенал успешно воруют плутоний. После этого Рой решает ещё на какое-то время остаться с командой Стрелы и помогать им. Вернувшись из России, Лорел говорит Лайле, что не согласна работать на Монитора, и приводит на встречу с ней Диггла и Оливера. В этот момент неизвестные стреляют усыпляющими дротиками в Оливера, Диггла и Лорел. |            |                                                                                        |                 |                                                                  |                 |             |                     |
| 166 | 6          | «Reset» «Перезагрузка»                                                                 | Дэвид Рэмси     | Онали Хантер Хьюз и Майя Хьюстон                                 | 26 ноября 2019  | T27.13956   | 10,79               |
| Оливер просыпается в альтернативной реальности, где Квентин Лэнс выжил после ранения, нанесённого Диасом, и стал мэром Стар-Сити. Группа террористов захватывает полицейский участок и требует мэра на переговоры. Квентин приходит вместе со Стрелой. Оливеру удаётся выбить пистолет из руки главаря террористов, но тот активирует бомбу. Послы взрыва происходит перезагрузка, и Оливер попадает во временную петлю - он снова просыпается в этой же реальности на несколько часов раньше. Оливер встречает Лорел, которая тоже попала во временную петлю. В следующей перезагрузке они действуют совместно, обезвреживают бомбу и ловят террористов, но Квентина убивает снайпер. Каждая новая перезагрузка заканчивается смертью Лэнса тем или иным образом. Лайла говорит Оливеру, что Монитор проводит испытания Оливера во временной петле, потому что хочет от него, чтобы он научился принимать неизбежное. В конце концов Оливер смиряется со смертью Квентина, и временная петля прерывается. Оливер понимает, что своё собственное будущее во время Кризиса ему тоже не суждено изменить. В реальности Оливер и Лорел просыпаются в палатке на Лиань Ю, где также находятся Мия, Уильям, Коннор и Диггл. |            |                                                                                        |                 |                                                                  |                 |             |                     |
| 167 | 7          | «Purgatory» «Чистилище»                                                                | Джеймс Бэмфорд  | Ребекка Белотто и Ребекка Розенберг                              | 3 декабря 2019  | T27.13957   | 10,83               |
| Лайла встречает команду Стрелы на Лиань Ю. Она говорит, что нужно завершить создание оружие, компоненты которого команда собирала всё прошедшее время. Оливер говорит своим детям, что ему суждено будет погибнуть в Кризисе. Лайла рассказывает мужу, что стала работать на Монитора, потому что много лет назад в Афганистане он спас ей жизнь. Дайна, Рене и Рой летят на остров с грузом плутония для оружия, но на подлёте их самолёт сбивают. Уильям занимается созданием оружия, Оливер и Лорел отправляются за плутонием, а Диггл, Лайла и Коннор - к месту падения самолёта. Они находят Дайну и раненого Рене, но Рой оказывается придавлен обломками. Коннор предлагает ампутировать ему руку, чтобы вытащить. Диггл против, но Коннор переубеждает его. Оливер находит плутоний, но на него и Лорел нападают воскресшие из-за выброса энергии острова Эдвард Файрс и его подручные. Оливер отправляет Лорел с плутонием к Уильяму, а сам идёт в джунгли и встречает Яо Фэя. Команда Стрелы и Яо Фэй дерутся против людей Файрса. Уильям выясняет, что для активации оружия необходим определённый ДНК. Оливер пробует свою ДНК, но она не подходит, оказывается, что нужная ДНК принадлежит Лайле. Она активирует оружие, после чего все воскресшие на острове исчезают, а она сама становится Предвестницей и телепортируется. Оливер прощается с каждым членом команды по отдельности. Команда готовится покинуть остров, но в этот момент небо загорается красным цветом, а к Оливеру и Мие телепортируется Предвестница и говорит, что Кризис начался. Тем временем в 23.58 9 декабря 2019 года в Централ-Сити Харрисон «Нэш» Уэллс активирует семь символов на стене в канализации, после чего преображается. |            |                                                                                        |                 |                                                                  |                 |             |                     |
| 168 | 8          | «Crisis on Infinite Earths: Part Four» «Кризис на Бесконечных Землях: Часть четвёртая» | Глен Винтер     | Марк Гуггенхайм и Марв Вольфман                                  | 14 января 2020  | T27.13958   | 11,41               |
| Продолжение кроссовера, начавшегося в сериалах «Супергёрл», «Бэтвумен» и «Флэш» и продолжающегося в сериале «Легенды завтрашнего дня». Во флэшбеке 10000 лет назад на планете Мальтус Мар-Нову отправляется в путешествие во времени в прошлое, в начало времён, но попадает в начало времён не нашей Мультивселенной, а параллельной и сталкивается там с Анти-Монитором. Много лет спустя, во время Кризиса, в Точке схода Парагоны пытаются найти способ противостоять Анти-Монитору. Лекс Лютор и Райан Чой пытаются починить телепорт, но неудачно. Флэш пытается уйти в Силу Скорости, но это тоже не выходит - он исчезает на несколько месяцев, но для самого Барри проходит всего лишь несколько секунд. Тем временем в чистилище Джим Корриган наставляет Оливера Квина, ставшего Спектром, на борьбу с Анти-Монитором. Оливер является в Точку схода. Спектр предлагает следующий план: часть Парагонов отправится на планету Мальтус, а часть - в параллельную вселенную в начало времён для борьбы с Анти-Монитором. Оливер восстанавливает доступ Барри к Силе Скорости, и Флэш переносит Супергёрл, Райана и Лекса в прошлое на Мальтус. Возвращаясь обратно в Силе Скорости, Барри попадает в момент своей первой встречи с Оливером, где Спектр говорит ему, что воспоминания помогут Парагонам быть не поглощёнными антиматерией. Затем Барри сталкивается с Флэшем из другой вселенной. Бэтвумен в Силе Скорости попадает в момент, когда Рэй Палмер раскрыл личность Стрелы и обвинил Оливера, Марсианский Охотник - в момент, когда Оливер и Кара впервые встретились и противостояли Доминаторам, а Флэш - в момент, когда Оливер уничтожил Книгу Судьбы и победил Джона Дигана, а затем в момент вскоре после смерти Сары. Барри собирает всех Парагонов по Силе Скорости. Тем временем на Мальтусе Лютор атакует Кару и Райана при помощи способностей, полученных из Книги Судьбы. Лекс приходит к Мар-Нову перед тем, как тот отправился в путешествие во времени в начало времён, и пытается убедить его не делать это. Райан действительно убеждает его, возвав к человечности. Флэш собирает всех Парагонов и перемещает их в параллельную вселенную в начало времён. Парагоны вступают в схватку с армией теневых демонов, а Спектр дерётся с Анти-Монитором. Оливер жертвует собой, а Парагоны используют обрывок Книги Судьбы, чтобы восстановить Мультивселенную. |            |                                                                                        |                 |                                                                  |                 |             |                     |
| 169 | 9          | «Green Arrow & The Canaries» «Зелёная Стрела и Канарейки»                              | Тара Миле       | Бет Шварц, Марк Гуггенхайм, Джилл Бланкеншип и Оскар Бальдеррама | 21 января 2020  | T27.13959   | 9,89                |
| Во флэшфорвардах в 2040 году показывают изменившееся будущее: Стар-Сити стал самым безопасным городом в стране, дети Оливера Квина росли вместе, Мия готовится выйти замуж за Джона Диггла-младшего. Дайна Дрейк переместилась в это время из 2020 года и стала владелицей бара, в то время как все следы её прошлой жизни исчезли после Кризиса. Лорел Лэнс тоже перемещается в 2040 год, чтобы спасти Стар-Сити: если через 3 дня убьют похищенную девушку Бьянку Бертинелли, то через год город охватит хаос. Лорел и Дайна приходят к Мие и возвращает ей память о её прошлой жизни. Девушки нападают на брата Бьянки, вывозящего что-то из города, но оказывается, что груз - это не девушка, а наркотики. В этот момент на них нападает кто-то в маске Дэтстроука. Лорел и Дайна подозревает Джона Диггла-младшего, но Мия думает, что это не он. Она взламывает компьютер жениха, но не находит там никаких сведений о похищении Бьянки. Из-за этого Мия и Джон ссорятся и разрывают помолвку. Зелёная Стрела и Канарейки находят и освобождают Бьянку. Оказывается, что Дэтстроуком в этой версии будущего является бывший парень Бьянки Тревор. Дэтстроук взрывает здание, но девушки успевают убежать вместе с Бьянкой. Мия, Дайна и Лорел решают остаться линчевателями, спасающими Стар-Сити в 2040 году. Лорел раскрывает Дайне всю правду: в той версии будущего, где погибла Бьянка, виновной в падении города в хаос была Мия. На Мию и Уильяма нападают возле памятника Оливеру, и Уильяма похищают. Неизвестный приходит к Джону Дигглу-младшему и возвращает ему память о его прошлой жизни, когда он был Дэтстроуком. |            |                                                                                        |                 |                                                                  |                 |             |                     |
| 170 | 10         | «Fadeout» «Исчезновение»                                                               | Джеймс Бамфорд  | Марк Гуггенхайм и Бет Шварц                                      | 28 января 2020  | T27.13960   | 12,73               |
| После Кризиса временная хронология по всей Мультивселенной была изменена. На Земле-Прайм Мойра Квин не была убита Дэтстроуком в 2014 году (Оливер спас её), Квентин Лэнс, Томми Мерлин и Эмико Квин тоже живы, а уровень преступности в Стар-Сити упал до нуля. Сара забирает Мию из 2040 года, чтобы отвезти её на похороны Оливера. Молодого Уильяма в 2020 году похищают. Чтобы найти и спасти его, собирается вся команда Стрелы (Диггл, Фелисити, Дайна, Лорел, Лайла, Рене, Рой, Тея, Кёртис, Рори Реган и Мия). Оказывается, что Уильяма похитил Джон Бёрд - работорговец из списка Оливера, которого он поймал 8 лет назад, но не убил, а отправил в тюрьму. После 8-летнего заключения он вышел с желанием отомстить Оливеру, поэтому хочет убить его сына. Мия ловит его, но решает не убивать, а снова отправить в тюрьму. Рой делает Тее предложение выйти замуж, она соглашается. Команда Стрелы гасит свет в бункере и покидает его. Мэр Квентин Лэнс открывает памятник Оливеру. На похороны Оливера приходят все его родные и команда Стрелы, а также Анатолий Князев, Талия и Нисса Аль Гул, Сара Лэнс, Барри Аллен и Кара Дэнверс. Диггл произносит речь на похоронах. После похорон он с Лайлой и детьми собирается переехать в Метрополис, но вечером замечает упавший рядом с домом метеорит, в обломках которого находит кольцо силы Зелёного Фонаря. В 2040 году Фелисити и Мар-Нову уходят в портал, чтобы найти Оливера. Фелисити оказывается вместе с Оливером в здании Квин Консолидейтид, олицетворяющем их загробный мир. |            |                                                                                        |                 |                                                                  |                 |             |                     |

## Показ и критика
На сайте Rotten Tomatoes восьмой сезон телесериала «Стрела» имеет 91 % свежести со средним рейтингом 7,89 из 10.

### Рейтинги
| №  | Серия                                         | Премьера             | Рейтинг (18-49) | Зрителей (миллионов) | DVR (18-49) | Зрителей DVR (миллионов) | Всего (18-49) | Всего зрителей (миллионов) |
| -- | --------------------------------------------- | -------------------- | --------------- | -------------------- | ----------- | ------------------------ | ------------- | -------------------------- |
| 1  | Старлинг-Сити                                 | 15 октября 2019      | 0.3/2           | 0.84                 | 0.3         | 0.82                     | 0.6           | 1.66                       |
| 2  | Добро пожаловать в Гонконг                    | 22 октября 2019 года | 0.3/2           | 0.77                 | 0.2         | 0.65                     | 0.5           | 1.42                       |
| 3  | Прыжок веры                                   | 29 октября 2019 года | 0.3/2           | 0.76                 | 0.2         | 0.59                     | 0.5           | 1.35                       |
| 4  | Настоящее время                               | 5 ноября 2019        | 0.2/1           | 0.62                 | 0.3         | 0.65                     | 0.5           | 1.27                       |
| 5  | Прочность                                     | 19 ноября 2019       | 0.2/1           | 0.74                 | 0.3         | 0.60                     | 0.5           | 1.33                       |
| 6  | Перезагрузка                                  | 26 ноября 2019       | 0.3/1           | 0.79                 | 0.2         | 0.62                     | 0.5           | 1.41                       |
| 7  | Чистилище                                     | 3 декабря 2019       | 0.3/2           | 0.83                 | 0.3         | 0.61                     | 0.6           | 1.44                       |
| 8  | Кризис на Бесконечных Землях: Часть четвёртая | 14 января 2020       | 0.5/3           | 1.41                 | 0.4         | 1.03                     | 0.9           | 2.44                       |
| 9  | Зелёная Стрела и Канарейки                    | 21 января 2020       | 0.3/2           | 0.89                 | 0.2         | 0.57                     | 0.5           | 1.46                       |
| 10 | Исчезновение                                  | 28 января 2020       | 0.2/2           | 0.73                 | 0.3         | 0.65                     | 0.5           | 1.38                       |

## Релиз
| Стрела: Полный восьмой сезон | |                        |                        |                        |                        |
| Информация об издании | Информация об издании | Дополнительный контент | Дополнительный контент | Дополнительный контент | Дополнительный контент |
| - 10 эпизодов - Набор из 3 дисков (DVD и Blu-Ray) - Изображение в формате 1,78:1 - Звук: английский в Dolby Digital 5.1 - Английские субтитры | - 10 эпизодов - Набор из 3 дисков (DVD и Blu-Ray) - Изображение в формате 1,78:1 - Звук: английский в Dolby Digital 5.1 - Английские субтитры | - Удалённые сцены      | - Удалённые сцены      | - Удалённые сцены      | - Удалённые сцены      |
| Даты выхода на DVD | |                        |                        |                        |                        |
| Регион 1 | Регион 1 | Регион 2               | Регион 2               | Регион 4               | Регион 4               |
| 28 апреля 2020 | 28 апреля 2020 | 25 мая 2020            | 25 мая 2020            | 29 апреля 2020         | 29 апреля 2020         |
| Даты выхода на Blu-Ray | |                        |                        |                        |                        |
| Регион A | Регион A | Регион A               | Регион B               | Регион B               | Регион B               |
| 28 апреля 2020 | 28 апреля 2020 | 28 апреля 2020         | 25 мая 2020            | 25 мая 2020            | 25 мая 2020            |